# Dunaújváros Gorillaz 2019
Questa voce raccoglie le informazioni riguardanti i Dunaújváros Gorillaz nelle competizioni ufficiali della stagione 2019.

## Divízió I 2019

### Stagione regolare
| 24 marzo 2019 2ª giornata | Budapest Wolves | 3 – 34 | Dunaújváros Gorillaz |  |

| 30 marzo 2019 3ª giornata | Dunaújváros Gorillaz | 35 – 0 | Dabas Sparks |  |

| 14 aprile 2019 5ª giornata | Budapest Eagles | 19 – 41 | Dunaújváros Gorillaz |  |

| 28 aprile 2019 6ª giornata | Dunaújváros Gorillaz | 27 – 30 (d.t.s.) | Nyíregyháza Tigers |  |

| 18 maggio 2019 8ª giornata | Eger Heroes | 31 – 14 | Dunaújváros Gorillaz |  |

| 1º giugno 2019 10ª giornata | Dunaújváros Gorillaz | 7 – 45 | Szombathely Crushers |  |

### Playoff
| 29 giugno 2019 Semifinale | Eger Heroes | 21 – 7 | Dunaújváros Gorillaz |  |

## Statistiche di squadra
| Competizione      | %Vittorie | In casa | In casa | In casa | In casa | In casa | In casa | In trasferta | In trasferta | In trasferta | In trasferta | In trasferta | In trasferta | Totale | Totale | Totale | Totale | Totale | Totale |
| Competizione      | %Vittorie | G       | V       | N       | P       | Pf      | Ps      | G            | V            | N            | P            | Pf           | Ps           | G      | V      | N      | P      | Pf     | Ps     |
| ----------------- | --------- | ------- | ------- | ------- | ------- | ------- | ------- | ------------ | ------------ | ------------ | ------------ | ------------ | ------------ | ------ | ------ | ------ | ------ | ------ | ------ |
| Stagione regolare | .500      | 3       | 1       | 0       | 2       | 69      | 75      | 3            | 2            | 0            | 1            | 89           | 53           | 6      | 3      | 0      | 3      | 158    | 128    |
| Playoff           | .000      | 0       | 0       | 0       | 0       | 0       | 0       | 1            | 0            | 0            | 1            | 7            | 21           | 1      | 0      | 0      | 1      | 7      | 21     |
| Totale            | .429      | 3       | 1       | 0       | 2       | 69      | 75      | 4            | 2            | 0            | 2            | 96           | 74           | 7      | 3      | 0      | 4      | 149    |        |